# Стереоскопічний далекомір
Стереоскопічний далекомір (англ. stereotelemeter, stereoscopic range finder; нім. Stereotelemeter n, Stereoentfernungsmesser m) — оптичний далекомір у вигляді подвійної зорової труби з двома окулярами. У фокальній площині С.д. знаходяться спеціальні мітки («марки»). Зображення об'єкта суміщають (з допомогою компенсатора) із зображенням «марок»; відстань, яка вимірюється, пропорційна зміщенню компенсатора.
Інша назва — бінокулярний далекомір.